# Ilona Ziok
Ilona Ziok (ur. w Gliwicach) – niemiecka reżyserka polskiego pochodzenia, scenarzystka i producentka filmów dokumentalnych.

## Życiorys
Ojciec Ilony był arystokratą z Nadrenii, który przeniósł się na wschód z powodu swojego sprzeciwu wobec polityki Hitlera. Jej matka pochodziła z zamożnej śląskiej rodziny ziemiańskiej.
Rodzina wyemigrowała w 1968 roku z Polski do Wielkiej Brytanii, gdzie Ziok ukończyła szkołę podstawową. W 1970 roku przeniosła się do Niemiec, gdzie ukończyła gimnazjum Freiherr-vom-Stein-Schule we Frankfurcie nad Menem. W latach 1975–1977 studiowała teatr i film na City University w Nowym Jorku i pracowała w The Bread and Puppet Theatre. Od 1977 do 1982 roku studiowała politologię, dramat słowiański i filmoznawstwo na Uniwersytecie Goethego we Frankfurcie nad Menem. W latach 1985–1989 była na stypendium Niemieckiej Centrali Wymiany Akademickiej we Wszechzwiązkowym Państwowym Instytucie Kinematografii (WKIG) w Moskwie. W 1989 roku obroniła we Frankfurcie doktorat na temat dramaturgii Wiktora Rozowa, którym zainteresowała się po obejrzeniu filmu „Lecą żurawie” Michaiła Kałatozowa, którego Rozow był scenarzystą. Po powrocie do Niemiec w 1989 roku, pracowała do 1991 roku w Hessischer Rundfunk we Frankfurcie jako dziennikarka zajmująca się kulturą i polityką. W 1991 roku przeniosła się do Berlina, gdzie poznała i poślubiła muzyka i kompozytora Manuela Göttschinga. Wspólnie uruchomili w 1990 roku firmę produkcyjną CV Films i wytwórnię płytową MG.ART.

## Twórczość
W swoich filmach zajmuje się tematyką niemieckiej i środkowoeuropejskiej historii. Bohaterami filmu „Fritz Bauer – śmierć na raty” jest prokurator Hesji, który zrehabilitował Stauffenberga i innych zamachowców z 20 lipca 1944 r., doprowadził do procesu sprawców z Auschwitz, uświadamiając Niemcom, że działanie na rozkaz Hitlera nie może ich usprawiedliwiać. Z kolei film „Hrabia i towarzysz” opowiada o szlachcicu z grupy Stauffenberga Carl-Hansie von Hardenbergu i komuniście Fritzu Perlitzu, którzy spotkali się w obozie koncentracyjnym. Innym z bohaterów jest Kurt Gerron, żydowski aktor i śpiewak kina niemieckiego przed wojną, grał między innymi w „Błękitnym aniele” z Marleną Dietrich. Uwięziony przez nazistów w Theresienstadt, prowadził tam kabaret „Karussell”. Kolejnym bohaterem jest ponadstuletni w chwili kręcenia filmu Willy Sommerfeld, ostatni taper kina niemego.

## Wybrane filmy[8]
- Du mein Kazimierz, Shalom (1990)
- Wo ist die Strasse, wo ist das Haus (1991)
- Die Reise nach Tunesien: Psychisch Kranke machen Urlaub (1993)
- Kurt Gerrons Karussell[9] (1999)
- The Sounds of Silents – Willy Sommerfeld, der Stummfilmpianist[10] (2006)
- Der Junker und der Kommunist[11] (2009)
- Fritz Bauer – Tod auf Raten[12] (2010)